# 5770 Aricam
Az 5770 Aricam (ideiglenes jelöléssel (5770) 1987 RY) egy kisbolygó a Naprendszerben. Henri Debehogne fedezte fel 1987. szeptember 12-én.